# Mamertin (Sicile)
Pour les articles homonymes, voir Mamertin.

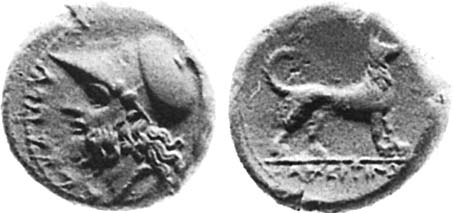
Pièce de monnaie des Mamertins

Un Mamertin est un habitant de la ville de Messine en Sicile.

## Histoire
Dans l'Antiquité, les Mamertins étaient des mercenaires de Campanie, et plus précisément du peuple osque. A la solde du tyran Agathocle de Syracuse, ils se retrouvent désœuvrés à la mort de celui-ci. Payés par les oligarques syracusiens pour quitter la cité, ils se mettent au service de Phintias d'Agrigente, puis s'installent à Messine, dont ils massacrent tous les hommes et prennent le pouvoir, pillant depuis cette base les cités de Sicile. La cité devient Mamertiné, eux les Marmertins, selon le nom de leur dieu de la Guerre, Mamers.			
Ils sont battus temporairement par Pyrrhus Ier puis défaits par Hiéron de Syracuse sur les bords du Longanos. Menacés par les Carthaginois qu'ils avaient d'abord sollicités pour les protéger de la cité voisine, ils firent appel aux Romains en 264 av. J.-C., déclenchant du même coup la première guerre punique
L'actuelle ville d'Oppido Mamertina, en Calabre, aurait été bâtie sur le site d'une ancienne cité fondée par les Mamertins.

## Le récit légendaire duver sacrumdes Mamertins
Une autre version de l'installation des Mamertins à Messine, avec l'explication de l'origine de leur nom, est donnée par Festus, qui utilise là un historien très mal connu, Alfius, auteur d'une Guerre de Carthage. Une épidémie s'était abattue sur le Samnium ; Apollon apparut en songe au chef des Samnites, Sthennius Mettius, et lui ordonna de lui vouer un ver sacrum (un « printemps sacré ») ; à ce prix, ils seraient délivrés du fléau. Ce qui fut fait. Mais vingt ans plus tard, l'épidémie recommença ; Apollon consulté leur dit que leur vœu n'avait pas été respecté : ils devaient expulser les jeunes gens nés au cours du printemps sacré. Ces derniers s'installèrent alors en Sicile, dans une région appelée Tauricane. Ils furent amenés à se porter au secours des habitants de Messine, menacés par des ennemis, et les sauvèrent. Ces derniers, reconnaissants, les invitèrent à partager leur droit de cité et les uns et les autres fusionnèrent en un seul peuple, qui prit le nom de Mamertins « parce que le nom de Mamers avait été tiré au sort parmi les douze dieux ».